# Trophée des champions 2010
Trophée des champions 2010 byl zápas Trophée des champions, tedy francouzského fotbalového Superpoháru. Střetly se v něm týmy Olympique de Marseille jakožto vítěz Ligue 1 ze sezóny 2009/10, a celek Paris Saint-Germain, který vyhrál ve stejné sezóně francouzský fotbalový pohár (Coupe de France).
Utkání francouzského Superpoháru mají od roku 2009 dějiště mimo území Francie, tentokrát se zápas odehrál 28. července 2010 na Stade Olympique de Radès v Tunisu, hlavním městě Tuniska. Nosnou myšlenkou je propagovat francouzský fotbal v zahraničí, teď bylo střetnutí zacíleno na arabský svět a africké země. O poločase i po uplynutí řádné hrací doby byl stav 0:0. Z triumfu se nakonec radoval tým Marseille, který porazil Paris Saint-Germain v penaltovém rozstřelu 5:4. Pro Marseille to bylo první vítězství v soutěži, nepočítáme-li dělený titul z roku 1971. PSG naopak přišel o možnost získat třetí triumf ve francouzském Superpoháru.

## Detaily zápasu
| 28. července 2010 19:45 SELČ |        |                        |                                                                                  |
| Olympique de Marseille       | 0 : 0  | Paris Saint-Germain FC | Stade Olympique de Radès, Tunis, Tunisko diváci: 57 000 rozhodčí: Aouaz Trabelsi |
|                              | Report |                        | Stade Olympique de Radès, Tunis, Tunisko diváci: 57 000 rozhodčí: Aouaz Trabelsi |

|                                                |       | Penaltový rozstřel                          |  |
| Taiwo Ben Arfa González Kaboré Gnabouyou Cissé | 5 : 4 | Luyindula Jallet Nenê Kežman Makélélé Giuly |  |

| Olympique de Marseille | Paris Saint-Germain FC |

| GK               | 30 | Steve Mandanda     |     |     |
| RB               | 2  | César Azpilicueta  |     |     |
| CB               | 21 | Souleymane Diawara |     | 44' |
| CB               | 5  | Vitorino Hilton    |     |     |
| LB               | 3  | Taye Taiwo         | 74' |     |
| DM               | 6  | Édouard Cissé      |     |     |
| CM               | 12 | Charles Kaboré     |     |     |
| CM               | 8  | Lucho González     |     |     |
| RW               | 28 | Mathieu Valbuena   |     | 61' |
| LW               | 20 | André Ayew         | 29' | 85' |
| FW               | 24 | Mamadou Samassa    |     |     |
| Náhradníci:      |    |                    |     |     |
| GK               | 40 | Elinton Andrade    |     |     |
| DF               | 14 | Leyti N'Diaye      |     | 44' |
| DF               | 26 | Jean-Philippe Sabo |     |     |
| MF               | 7  | Benoît Cheyrou     |     |     |
| MF               | 10 | Hatem Ben Arfa     |     | 61' |
| MF               | 18 | Fabrice Abriel     |     |     |
| FW               | 29 | Guy Gnabouyou      |     | 85' |
| Trenér:          |    |                    |     |     |
| Didier Deschamps |    |                    |     |     |

| GK                | 1  | Grégory Coupet     |     |     |
| RB                | 26 | Christophe Jallet  |     |     |
| CB                | 3  | Mamadou Sakho      | 57' |     |
| CB                | 6  | Zoumana Camara     |     |     |
| LB                | 22 | Sylvain Armand     | 5'  |     |
| CM                | 4  | Claude Makélélé    |     |     |
| CM                | 12 | Mathieu Bodmer     |     | 76' |
| AM                | 10 | Stéphane Sessègnon |     | 65' |
| RM                | 8  | Péguy Luyindula    |     |     |
| LM                | 19 | Nenê               |     |     |
| FW                | 11 | Mevlüt Erdinç      |     | 81' |
| Náhradníci:       |    |                    |     |     |
| GK                | 30 | Apoula Edel        |     |     |
| DF                | 2  | Ceará              |     |     |
| MF                | 20 | Clément Chantôme   |     |     |
| MF                | 23 | Jérémy Clément     |     | 76' |
| FW                | 14 | Mateja Kežman      |     | 81' |
| FW                | 7  | Ludovic Giuly      |     | 65' |
| FW                | 21 | Jean-Eudes Maurice |     |     |
| Trenér:           |    |                    |     |     |
| Antoine Kombouaré |    |                    |     |     |

| Asistenti rozhodčího: Béchir Hassani Yamen Malloulchi Čtvrtý rozhodčí: Herzi Riadh Delegát zápasu: Arnaud Rouger Muž zápasu Steve Mandanda (Olympique de Marseille) | Pravidla - 90 minut. - Penaltový rozstřel, pokud je stav vyrovnaný i po řádné hrací době (neprodlužuje se). - 7 povolených náhradníků na lavičce každého týmu. - Maximálně 3 střídání hráčů pro každé mužstvo. |